# اومر تاورنه
اومر تاورنه (انگلیسی: Omer Taverne; زاده ۲۷ ژوئیهٔ ۱۹۰۴ – درگذشته ۱۰ اکتبر ۱۹۸۱) دوچرخه‌سوار اهل بلژیک بود.